# أركوض صيني
الأركوض الصيني نوع نباتي يتبع جنس الأركوض من الفصيلة البقولية.